# 川俣ゆかり
川俣 ゆかり（かわまた ゆかり、1990年6月20日 - ）は、鹿児島県姶良市出身のハンドボール選手。日本ハンドボールリーグのオムロン所属。

## 経歴
鹿児島県立蒲生高等学校時代は2006年に日本代表U-16に選ばれた。
2007年は第2回女子ユースアジア選手権の日本代表U-18に選出。
2008年に第2回女子ユース世界選手権大会の日本代表U-18に選出された。
高校卒業後は筑波大学へ進学し、2010年の関東学生ハンドボール・春季ミニミニカップで特別賞を受賞。秋季リーグでは優秀選手賞を受賞した。
2012年は春季リーグで最優秀選手賞を受賞。秋季リーグでは優秀選手賞を受賞した。
2013年に日本ハンドボールリーグのオムロンへ加入。

## 詳細情報

### 年度別成績
| 年       | チーム   | 試合 | フィールド 得点 | 率   | 7m  | 合計   | 警告 | 退場 | 失格 |
| -------- | -------- | ---- | --------------- | ---- | --- | ------ | ---- | ---- | ---- |
| 2013-14  | オムロン | 18   | 18/25           | .720 | 0/0 | 18/25  | 6    | 2    | 0    |
| 2014-15  | オムロン | 17   | 10/17           | .588 | 0/0 | 10/17  | 1    | 3    | 0    |
| 2015-16  | オムロン | 12   | 24/39           | .615 | 0/0 | 24/39  | 2    | 3    | 0    |
| 2016-17  | オムロン | 18   | 12/26           | .462 | 0/0 | 12/26  | 1    | 1    | 0    |
| 2017-18  | オムロン | 24   | 8/15            | .533 | 0/0 | 8/15   | 1    | 1    | 0    |
| 2018-19  | オムロン | 24   | 22/35           | .629 | 0/0 | 22/35  | 6    | 1    | 0    |
| JHL：6年 | JHL：6年 | 113  | 94/157          | .599 | 0/0 | 94/157 | 17   | 11   | 0    |

- 各年度の太字はリーグ最高

### 記録

#### 日本ハンドボールリーグ
- フィールドゴール初得点：2013年8月31日、対HC名古屋戦（山鹿市総合体育館）[9]

### 背番号
- 14 (2013年 - )

## 代表歴

### 日本代表U-18
- ユース世界選手権 (2008年)
- ユースアジア選手権 (2007年)

### 日本代表U-16
- 日韓スポーツ交流 (2006年)